# 97 (число)
97 (дев'яносто сім) — натуральне число між  96 та  98.

## У математиці
- 25-те просте число
- щасливе число
- Найменше з чисел, три перших кратних якого містять цифру 9.

## У науці
- Атомний номер берклію

## В інших областях
- 97 рік, 97 рік до н. е., 1997 рік
- ASCII — код символу «a»
- 97 — Код ГИБДД-ДАІ  Москви.